# 孟婆
孟婆（もうば、拼音: Mèng Pó）は、中国の民俗宗教の神。忘却をつかさどる、地府（冥界）の女神である。生前の孟婆は、過去を振り返らず未来も考えずに一心に善行を行ってきた女性であった。姓は「孟」だが名前はわからないため、人々に「孟婆」と呼ばれた。孟婆は山に入って修行の末に道を悟り、神々の一人となった。その頃の人間は前世の記憶を持ったまま生まれており、冥界や天の秘密がよく漏れたため、天は孟婆を忘却の神とし、霊魂から記憶を消すための殿閣である「醧忘台」を築かせた。
冥府の出入口には「奈何橋」という橋が架かっており、孟婆はそのたもとにいる。孟婆の仕事は、ここで転生前の霊魂をとらえ、前世や冥界での一切の記憶を消し、生前の因縁や愛情や憎悪や対立などを次の人生に持ち込ませないようにすることである。
そのために孟婆は冥界の河畔で薬草を集め、「忘川河」の水を加え、酸・甜・苦・辣・鹹・澀・腥・沖の八味を混ぜ合わせたスープを煮立たせる。これを「孟婆湯」といい、飲んだ者は完全に記憶を失う。奈何橋を過ぎて冥界を離れる者は、必ずこれを一杯飲んでから転生しなければならない。まれに孟婆湯を飲まずに転生した者は前世の記憶を持ったまま生まれるという。